# Чемпионат Европы по софтболу среди женщин 1979
1-й чемпионат Европы по софтболу среди женщин 1979 проводился в городе Роверето (Италия) с 26 августа по 1 сентября 1979 года с участием 6 команд.
Чемпионом Европы стала сборная Нидерландов, победив в финале сборную Италии. Третье место заняла сборная Бельгии.

## Итоговая классификация
| Место | Команда        |
| ----- | -------------- |
| 1     | Нидерланды     |
| 2     | Италия         |
| 3     | Бельгия        |
| 4     | Швеция         |
| 5     | Испания        |
| 6     | Великобритания |